# Rüstem Telepow
Rüstem „mou“ Telepow (kasachisch Рүстем Телепов; * 17. Oktober 1991) ist ein kasachischer E-Sportler in der Disziplin Counter-Strike: Global Offensive.

## Karriere
Telepov startete seine professionelle Karriere im April 2015 beim Team HellRaisers. Mit seinem Team erzielte er das Halbfinale bei der DreamHack Open Tours 2015, den 4. Platz bei der Fragbite Masters Season 4 und er gewann die Acer Predator Masters Season 1. Für seine Einzelleistungen bei der Acer Predator Masters Season 1 gewann er erstmals eine MVP-Auszeichnung von HLTV. Im Januar 2016 wechselte er zum Team Gambit Esports. Tlepov nahm mit Gambit erstmals an einem Major, dem MLG Major Championship: Columbus 2016, teil. Er erzielte die 9.–12. Platzierung. Das zweite Major 2016, die ESL One: Cologne 2016, beendete er nach einer Niederlage gegen Fnatic im Viertelfinale. Außerdem gewann er die Acer Predator Masters Season 3 und die DreamHack Open Winter 2016.
2017 begann für Tlepov mit einem 5.–8. Platz im ELEAGUE Major: Atlanta 2017, einem zweiten Platz in der cs_summit 1 und einem Sieg in der DreamHack Open Austin 2017. Im Juli 2017 konnte er mit einem 2:1-Sieg gegen Immortals das PGL Major Kraków 2017 und damit seinen ersten Major-Titel gewinnen. Darauf folgten Halbfinaleinzüge bei der DreamHack Masters Malmö 2017, der DreamHack Open Winter 2017 und ein Sieg bei der ROG Masters 2017.
2018 erzielte er die 9.–11. Platzierung im ELEAGUE Major: Boston 2018 und einen 20.–22. Platz beim FACEIT Major: London 2018. Überdies erreichte er das Halbfinale bei der DreamHack Open Tours 2018, der DreamHack Open Summer 2018 und der ESL One: New York 2018.
Im Februar 2019 verließ Tlepov Gambit Esports. Im Jahr 2019 folgten nur noch sporadische Einsätze, wie zum Beispiel als Ersatzspieler von Avangar bei der CS:GO Asia Championships 2019. Im Februar 2020 wechselte er zum Team Syman Gaming, mit welchem er ab August unter dem Namen K23 spielte. Sein größter Erfolg mit K23 war ein vierter Platz bei dem StarLadder CIS RMR 2021. Im Oktober 2021 verließ er das Team.